# Cryptocentrus lutheri
Cryptocentrus lutheri es una especie de peces de la familia de los Gobiidae en el orden de los Perciformes.

## Morfología
Los machos pueden llegar a alcanzar los 11 cm de longitud total.

## Distribución geográfica
Se encuentra desde el Mar Rojo hasta el Golfo Pérsico y Tanzania.

## Observaciones
Es inofensivo para los humanos.